# Edip Sekowitsch

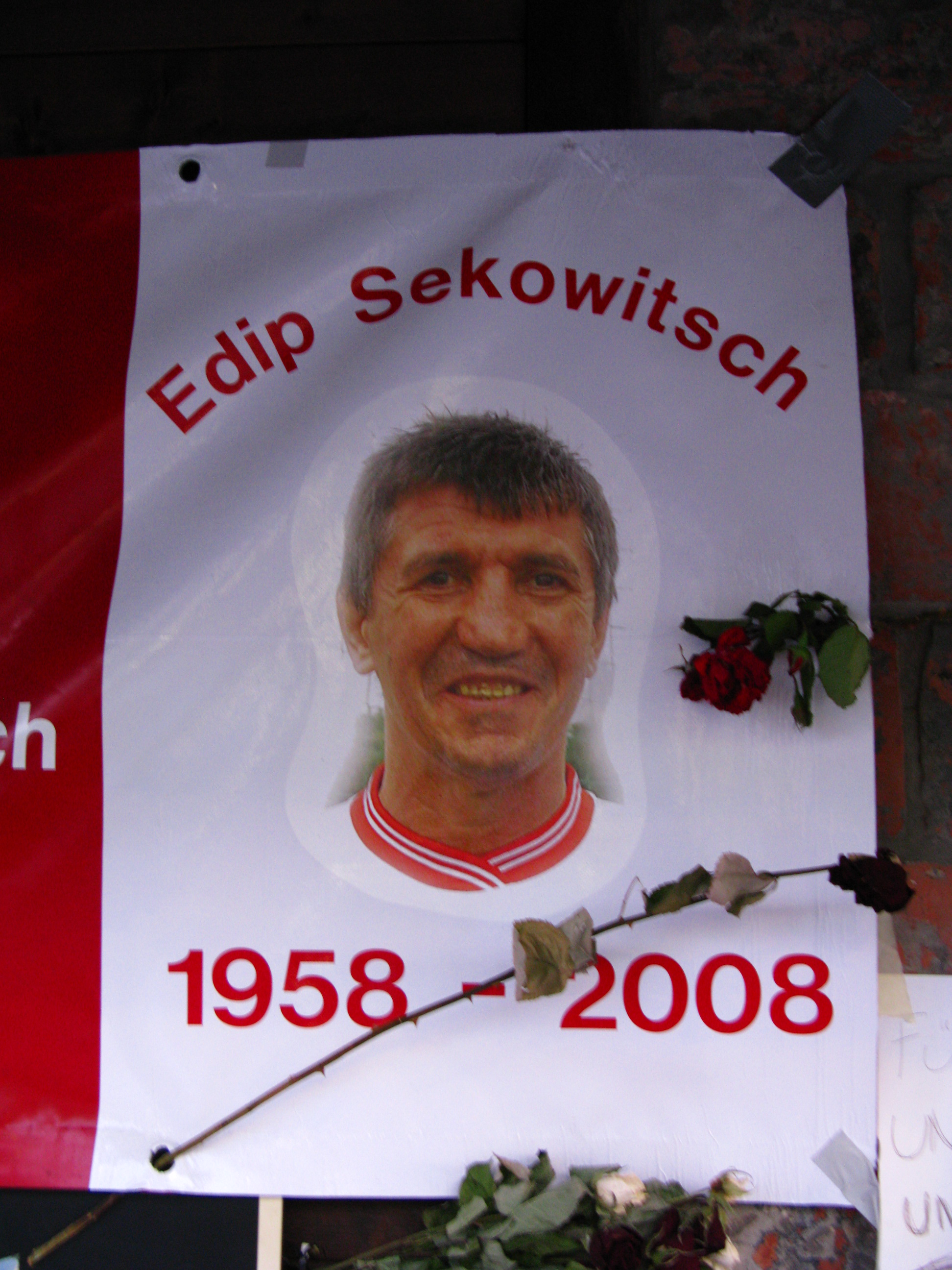
Transparent am Lokal von Sekowitsch am Tag seines Begräbnisses.

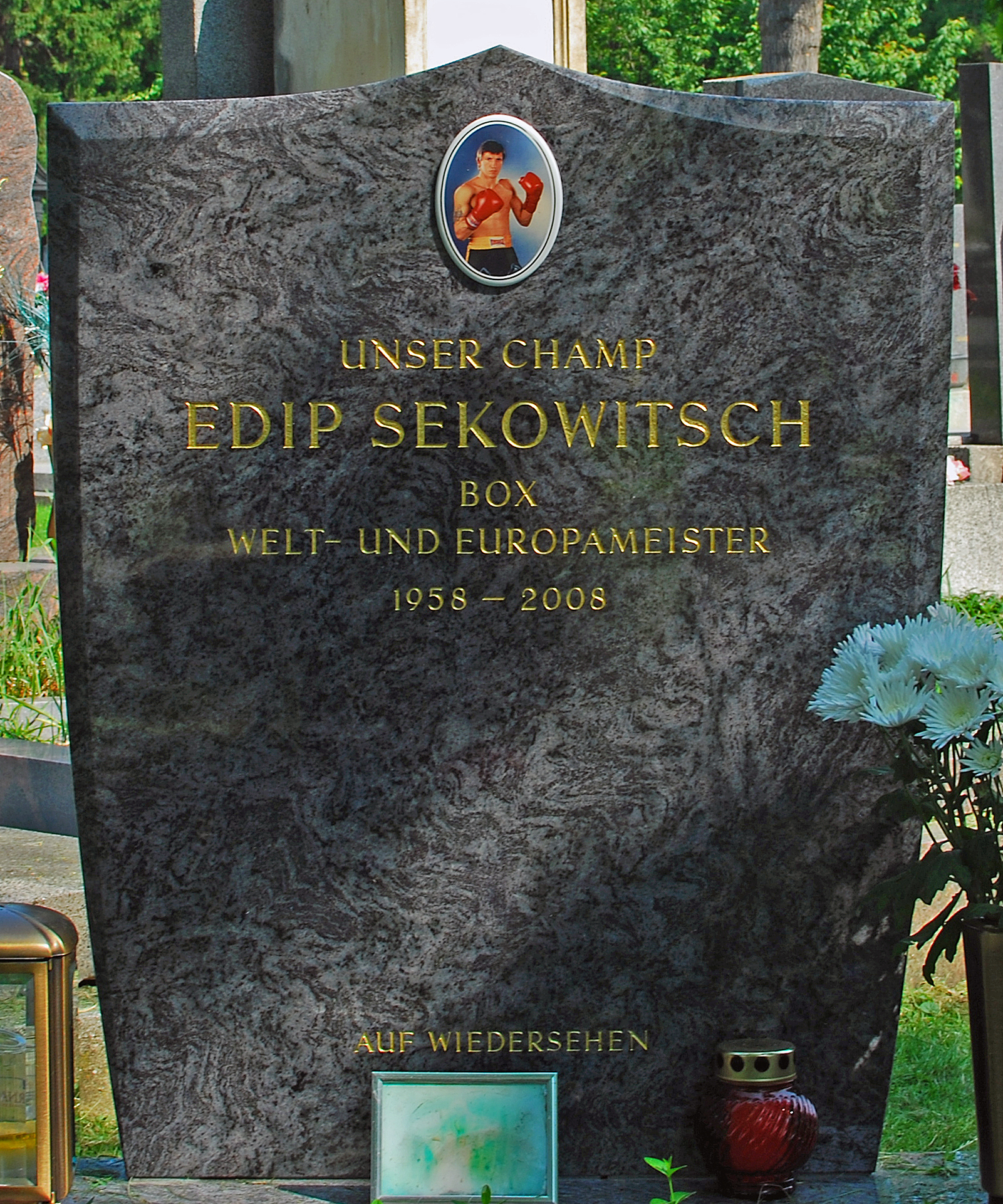
Grab Edip Sekowitsch, Wiener Zentralfriedhof

Edip Sekowitsch, (früher) auch Edip Secovic (* 24. Januar 1958 in Paljevo, Jugoslawien als Едип Шећовић Edip Šećović; † 26. August 2008 in Wien, Österreich), war ein jugoslawisch-österreichischer Boxer, der unter dem Namen „Stier von Serbien“ bekannt war. Sekowitsch war österreichischer Meister und Europameister der EBU im Halbmittelgewicht.

## Boxkarriere
Sekowitsch begann im Alter von 14 Jahren mit dem Boxsport und wurde vierfacher Serbischer Jugendmeister der Amateure. Nach etwa 260 absolvierten Amateurkämpfen zog er 1980 nach Österreich und wurde Profiboxer im Mittelgewicht.
Seinen ersten Profikampf bestritt er am 31. August 1981 in Villach gegen den ungeschlagenen Wiener Ferdinand Pachler; Sekowitsch erreichte dabei das einzige Unentschieden seiner Karriere. Seine nächsten fünf Kämpfe gewann er jedoch alle durch K. o. in einer der ersten beiden Runden.
Am 25. Februar 1982 erlitt er in München seine erste Niederlage, als er dem späteren Europameister Georg Steinherr durch technischen K. o. in der sechsten Runde unterlag. Nach einem K.-o.-Sieg gegen Agamil Yilderim (15-3-2) boxte er zweimal gegen Franz Dorfer um den Österreichischen Meistertitel im Mittelgewicht, unterlag diesem jedoch beide Male vorzeitig. Am 26. Februar 1983 verlor er durch Erstrunden-K. o. gegen den ungeschlagenen Dick Katende aus Uganda.
Nach seinem Wechsel ins Halbmittelgewicht, gewann er bereits am 31. März 1983 durch K. o. in der dritten Runde gegen Esperno Postl, den Österreichischen Meistertitel dieser Gewichtsklasse. Auch seine nächsten fünf Kämpfe konnte er gewinnen, davon vier vorzeitig.
Am 10. Februar 1986 verlor er vorzeitig gegen den in 28 Kämpfen ungeschlagenen Marc Ruocco in dessen Heimat Frankreich. Nach acht Siegen in Folge, darunter gegen den Internationalen Deutschen Meister Niyazi Aytekin, den Niederländer John van Elteren und die beiden Briten Darwin Brewster und Ian Chantler, boxte er am 1. Juni 1988 in der Wiener Stadthalle um den WAA-Titel, den er durch K. o. in der ersten Runde gegen den US-Amerikaner Bryan Grant (13 Siege, davon 12 durch K. o.) gewann.
Gleich in seinem nächsten Kampf am 11. Juni 1989 im deutschen Rüsselsheim gewann er den Europameistertitel der EBU im Halbmittelgewicht durch K. o. in der zweiten Runde gegen den Deutsch-Spanier José Varela. Varela hatte bis dahin 33 seiner 34 Kämpfe gewonnen, davon 27 durch K. o. und galt als anerkannt bester Halbmittelgewichtler in Europa. Bereits in der ersten Runde kam es zu einer Kuriosität, als der Ringrichter den Gong nicht hörte und ein Eimer aus der Ecke von Varela in den Ring flog. Es kam zu Diskussionen, ob dies als Aufgabe zu werten sei, der Kampf wurde aber schließlich regulär weitergeführt. In dem Duell war es Sekowitsch gelungen, dem Deutsch-Spanier seinen Kampfstil aufzuzwingen; Varelas Ringecke warnte ihren Boxer sogar, nicht ins offene Messer zu laufen. Doch bereits in der zweiten Runde ging Varela zweimal zu Boden und verlor nach dem dritten Niederschlag durch Knockout.
Doch schon bei seiner ersten Titelverteidigung am 20. August 1989 in Terracina verlor er den Titel durch eine K.-o.-Niederlage in der sechsten Runde an den Italiener Giuseppe Leto (21-4-3), wofür mehrfach sein enormer Substanzverlust mitverantwortlich gemacht wird. So hatte Sekowitsch vor dem Kampf massive Probleme, auf das Gewichtslimit von 69,83 kg abzukochen. So aß und trank er die beiden Tage vor dem Aufeinandertreffen nichts, sondern nahm lediglich Entwässerungstabletten zu sich. Als Sekowitsch beim ersten Wiegen dennoch zu schwer war, absolvierte er bei Temperaturen um 45 Grad Strandläufe und Springschnureinheiten, setzte sich in einem Pkw Temperaturen von mehr als 70 Grad aus und zog schließlich bei der offiziellen Abwaage sogar seine Unterhose aus.
Nach dieser Niederlage startete er wieder im Mittelgewicht und boxte am 13. November 1989 um den Internationalen Meistertitel der WBC, verlor jedoch nach Punkten gegen den Argentinischen Meister und WM-Herausforderer Hugo Corti, wonach er sein Karriereende verkündete.
Doch schon am 1. März 1991 kehrte er in den Ring zurück und siegte durch K. o. in der zweiten Runde gegen den Amerikaner Eric Cole. Am 19. Juni 1993 boxte er um den Interkontinentalen Meistertitel der IBF im Supermittelgewicht gegen den Italiener Salvatore Di Salvatore, wurde jedoch in der achten Runde umstritten disqualifiziert. Als Salvatore nach einem Körpertreffer niedersank, wurde er von Sekowitsch noch durch einen weiteren Schlag an der Schulter getroffen. Als Salvatore am Boden lag, winkte der Ringrichter ab, worauf eine jubelnde Fangemeinde in den Ring stürmte, um den Sieg Sekowitschs zu feiern. Der Ringrichter behauptete aber später, er hätte Sekowitsch aufgrund des Nachschlagens einen Punktabzug und Salvatore eine Erholungspause geben wollen, sei aber wegen der anstürmenden Meute zur Disqualifikation gezwungen. Die wurde dann auch offiziell verkündet. Sekowitsch hatte bis dahin bei allen drei Punktrichtern deutlich in Führung gelegen. Verärgert über diese Entscheidung, verkündete Sekowitsch anschließend erneut sein Karriereende.
Am 7. Juni 1997 kehrte er erneut in den Ring zurück und gewann fünf Kämpfe in Folge, davon vier durch K. o. Dabei gelang ihm am 6. Juni 1998 ein K.-o.-Sieg in der zehnten Runde gegen den ehemaligen nordamerikanischen Meister Wayne Powell (34-8-2). Auch den Deutschen Mario Lupp, der in seinen bisherigen 25 Kämpfen noch nie vorzeitig verloren hatte, besiegte er im Oktober 1998 durch K. o. in der siebten Runde.
Gegen den Kolumbianer Juan Viloria, verlor er im Juni 1999 nach Punkten. Um nicht mit einer Niederlage in den Ruhestand zu treten, boxte er über 14 Monate später gegen den Südafrikaner Jongi Kamka und gewann durch einen Punktsieg.
Ermutigt durch die Comebackversuche von Axel Schulz und Henry Maske, stieg Sekowitsch Im Alter von 50 Jahren am 1. Juni 2008 in Wien ein letztes Mal in den Ring. Im Kampf gegen den um 24 Jahre jüngeren Deutschen Steve Klockow (4-7-1), siegte er durch K. o. in der ersten Runde.

## Sonstiges
Er gründete noch während seiner Karriere die beiden Projekte „Stoppt Gewalt an Schulen“ und „Kinder gegen Drogen“.
Nach seiner Boxkarriere eröffnete er zunächst in Wien-Wieden das Lokal „Ring Frei“, in welchem er sich als Mensch, der gerne Kontakt zu allen Anderen pflegte, verwirklichen konnte. Später erweiterte er sein Lokal und gründete nebenan das „Champ's Pub“.

## Ermordung
Am frühen Morgen des 26. August 2008 geleitete Sekowitsch einen Tschetschenen aus seinem Champ's Pub, der sich zuvor den Gästen gegenüber aggressiv verhalten hatte. Vor dem Lokal zog der Mann ein Klappmesser und stach Sekowitsch fünfmal in Gesicht, Hals und Brust. Einer der Messerstiche traf Sekowitsch ins Herz, worauf dieser noch auf dem Gehsteig verblutete. Er hinterließ eine Frau, drei Kinder und ein Enkelkind, sowie sieben Geschwister. Am 11. September 2008 wurde er in einem ehrenhalber gewidmeten Grab am Wiener Zentralfriedhof beigesetzt. Am 14. Juni 2018 wurde in Wien-Donaustadt der Sekowitschweg nach ihm benannt.
Der Täter wurde am 2. Dezember 2009 wegen Mordes zu 20 Jahren Freiheitsstrafe verurteilt. Die Berufung gegen dieses Urteil wurde am 27. Mai 2010 als unbegründet zurückgewiesen und die Strafe damit rechtskräftig.